# Сальгар
Сальгар (исп. Salgar) — город и муниципалитет на западе Колумбии, на территории департамента Антьокия. Входит в состав субрегиона Юго-западная Антьокия.

## История
До прихода испанцев территорию муниципалитета населяли представители индейских племён es:Emberá и es:Catíos. Поселение, из которого позднее вырос город, было основано 29 марта 1880 года. Муниципалитет Сальгар был выделен в отдельную административную единицу в 1903 году.
В мае 2015 года город был сильно повреждён оползнем, в результате которого погибли минимум 78 человек и около 40 получили ранения.

## Географическое положение
Город расположен в юго-западной части департамента, в гористой местности Западной Кордильеры, на расстоянии приблизительно 50 километров к юго-западу от Медельина, административного центра департамента. Абсолютная высота — 1400 метров над уровнем моря.

Муниципалитет Сальгар граничит на северо-западе с муниципалитетом Уррао, на северо-востоке — с муниципалитетом Конкордия, на востоке — с муниципалитетами Венесия и Тарсо, на юго-востоке — с муниципалитетом Пуэблоррико, на юге — с муниципалитетом Сьюдад-Боливар, на западе — с территорией департамента Чоко. Площадь муниципалитета составляет 418 км².

## Население
По данным Национального административного департамента статистики Колумбии, совокупная численность населения города и муниципалитета в 2012 году составляла 17 804 человек.
Динамика численности населения муниципалитета по годам:
| 2005   | 2006   | 2007   | 2008   | 2009   | 2010   | 2011   | 2012   |
| ------ | ------ | ------ | ------ | ------ | ------ | ------ | ------ |
| 18 206 | 18 153 | 18 099 | 18 043 | 17 986 | 17 927 | 17 866 | 17 804 |

Согласно данным переписи 2005 года мужчины составляли 50,8 % от населения Сальгара, женщины — соответственно 48,2 %. В расовом отношении белые и метисы составляли 64,2 % от населения города; негры, мулаты и райсальцы — 35,8 %.
Уровень грамотности среди всего населения составлял 77,7 %.

## Экономика
Основу экономики Сальгара составляет сельскохозяйственное производство.

45,5 % от общего числа городских и муниципальных предприятий составляют предприятия торговой сферы, 25,2 % — предприятия сферы обслуживания, 13,5 % — промышленные предприятия, 15,8 % — предприятия иных отраслей экономики.